# Panait Cerna

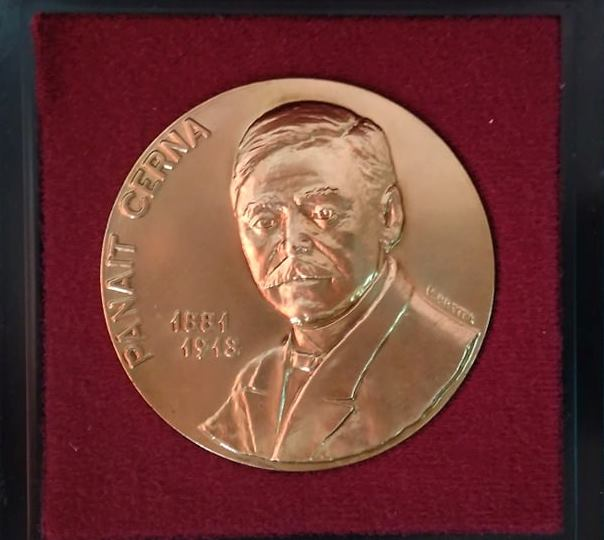
Plachetă metalică aflată în Colecțiile Bibliotecii Județene Tulcea, realizată în anul 2000, având imprimat chipul lui Panait Cerna

Panait Cerna, pe numele său de naștere Stanciof, de origine bulgară, (n. 25 septembrie 1881, Cerna, județul Tulcea – d. 26 martie 1913, Leipzig) a fost un poet intimist, romantic minor sau tradiționalist român, un epigon al poetului Mihai Eminescu, precum și filosof, critic literar și traducător. Vorbitor nativ al limbii bulgare, Cerna a scris cu toate acestea în română și a dezvoltat un stil tradiționalist, care a fost legat de clasicism și neoclasicism.
Debutul literar al lui Panait Cerna a avut loc la 16 ani, la 24 august 1897, în revista ”Foaia interesantă” , cu poezia Trecut.

## Nașterea și copilăria
În județul Tulcea, în extremitatea vestică, se află localitatea Cerna. Aici, în mijlocul satului, se află Casa memorială ”Panait Cerna”. Bine păstrată, acoperită cu olane, casa are 3 camere, în care vizitatorii pot cunoaște mai bine viața și activitatea literară a poetului. Materialul expozițional cuprinde: fotocopii după actele de stare civilă, după revistele și ziarele la care a colaborat și numeroase ediții ale operei poetului. 
Tatăl poetului, Panait Stanciof, venise din Bulgaria și era învățător la școala primară. Era un om cult, harnic și provenea dintr-o familie înstărită cu numeroase figuri de ofițeri, pictori, profesori. Printre școlari se afla și Maria Tașcu, o elevă bună la învățătură. Când fata a împlinit 14 ani, învățătorul a cerut-o, de la părinți, în căsătorie. S-au mutat în casa pe care și-o cumpărase (actuala casă memorială) dar, după 3 luni, acesta a decedat. Maria Stanciof, rămasă văduvă și gravidă, se întoarce în casa părintească iar după câteva luni se recăsătorește cu Naum Costea, agricultor și cojocar. 
La naștere, băiatul primește numele Panait, în memoria tatălui său. Copilăria și-o petrece în sat, bucurându-se de dragostea părinților și a fraților. Totuși familia creștea iar traiul era dificil. Frecventează școala primară din sat, fiind un elev harnic și silitor. Mama și tatăl vitreg, oameni fără cultură dar inimoși, trec peste problemele materiale și îl duc la Liceul ”Nicolae Bălcescu” din Brăila, pe care îl frecventează din 1893 sub numele Panait Stanciof. Colegii își aduc aminte că avea o comportare civilizată, citea mult, pasionându-l literatura germană și franceză. Era muncitor, ambițios, inteligent, învăța foarte bine. Pentru că era foarte sărac își câștiga de timpuriu existența prin muncă.

## Opera lui Panait Cerna
- Poezii, 1910, București, Editura Minerva, ediția I
- Poezii, 1914, București, Institutul de Arte Grafice și Editură C. Sfetea, ediția a II-a
- Poezii, 1921, București, Cartea Românească, ediția a IV-a
- Poezii, 1926, București, Cartea Românească, ediția a V-a
- Poezii, 1930, București, Cartea Românească, ediția a VI-a
- Poezii, 1942, București, Cartea Românească, ediția a VIII-a
- Poezii, 1942, București, Cartea Românească, ediția a IX-a
- Poezii, 1963, București, Editura pentru Literatură
- De-aș avea eu coiful din poveste, 1964, București, Editura Tineretului
- Lirica de idei, 1981, București, Editura Univers
- Poezii, 1976, București, Editura Minerva
- Poezii, 1981, București, Editura Minerva
- Eminescu, Faust. (studiu). Ediție îngrijită și note de Dumitru Cerna, prefață de Petru Poantă. Cluj-Napoca, Editura Casa Cărții de Știință, 2001

## Prezență în antologii
- Locusteanu P. Antologie eroică. București, Tipografia profesională, 1915, p. 160-161
- Roseti Radu și Cerbu Eman. Cartea dragostei. Antologie 1740-1922. București, Ancora, f.a., p. 178-179
- Antologia Dobrogei. Prozatori și poeți. București, Casa Scoalelor, 1928, p. 152-154
- Basarabescu I.A. și Hanes P.V. Antologia scriitorilor români. Vol. 2. București, Editura Națională Ciornei, f.a., p. 342-343
- Floare și genune. Ediție îngrijită de Valeriu Râpeanu, 1968
- Deac Augustin și Pinteanu Teodor. Poezii muncitorești revoluționare din România (1872-1944). București, Minerva, 1970, p. 320-322, 369
- Glasurile patriei. Antologie de poezie patriotică românească. București, Minerva, 1972, p. 211-214
- Documente literare. Vol. 2. București, Minerva, 1973, p. 51-75
- Poezia română clasică de la Dosoftei la Octavian Goga. Vol. 3. București, Minerva, 1976, p. 452-462
- Poeți de la Sămănătorul. București, Minerva, 1978, p. 92-93
- Floare și genune. Tabel cronologic și referințe istorico-literare de C. Mahanu. București, Editura Litera Internațional și Chișinău, Grupul Editorial Litera, 2003.
- Cerna Dumitru. Poeții 2, Cluj-Napoca, Editura Casa Cărții de Știință, 2010.
- Steaua Dobrogei. Tulcea, Nr. 1-4, decembrie 2011

## Prezență în periodice
- Foaie pentru toți, 2, nr. 46, 25 octombrie 1898
- Floare albastră, 1, nr. 29, 25 aprilie 1899
- Convorbiri literare, 35, nr. 3, 1 martie 1901.p.213
- Revista modernă, 1, nr. 14, 21 mai 1901, p.5
- Revista modernă, 1, nr. 13, 31 mai 1901, p.4
- Revista modernă, 1, nr. 18, 18 iunie 1901, p.7
- Sămănătorul, 3, nr. 28, 11 iulie 1904, p.436-437
- Sămănătorul, 3, nr. 51, 19 decembrie 1904, p. 804-806
- Sămănătorul, 4, 12 iunie 1905, p. 411
- Sămănătorul, 4, nr. 39, 25 septembrie 1905, p.703-705
- Sămănătorul, 5, nr. 10, 5 martie 1906, p.191
- Convorbiri literare, 41, nr. 2, 15 ianuarie 1907
- Convorbiri literare, 41, nr. 3, aprilie 1907. p.366
- Convorbiri literare, 41, nr. 11, noiembrie 1907. p.1059
- Convorbiri literare, 42, nr. 1, ianuarie 1908. p.9
- Convorbiri literare, 42, nr. 10, octombrie 1908. p.392-332
- Convorbiri literare, 42, nr. 11, noiembrie 1908. p.459
- Convorbiri literare, 43, nr. 2, februarie 1909. p.142
- Convorbiri literare, 43, nr. 3, martie 1909. p.285-297
- Convorbiri literare, 43, nr. 6, iunie 1909. p.588-598
- Convorbiri literare, 43, nr. 9, septembrie 1909. p.918-919
- Convorbiri literare, 43, nr. 10, octombrie 1909. p.1063-1074
- Convorbiri literare, 44, nr. 4, aprilie 1912. p.361-362
- Convorbiri literare, 46, nr. 5, mai 1912. p.481-484
- Românul, 3, nr. 73, 31 martie 1913, p.1
- Convorbiri literare, 48, nr. 1, ianuarie 1914. p.18
- Flacăra, 4, nr. 9-10, 20 decembrie 1914, p.60
- Convorbiri literare, 49, nr. 1, ianuarie 1915, p.1-4
- Convorbiri literare, 53, nr. 1, ianuarie 1921. p.22
- Adevărul literar și artistic, 10, nr. 565, 4 octombrie 1921, p.6
- România viitoare, 3, nr.15, 30 ianuarie 1922, p.8
- Convorbiri literare, 54, nr. 5, mai 1922. p.394
- Dobrogea jună, 17, nr. 80, 8 aprilie 1923, p.1
- Convorbiri literare, 55, nr. 5-6, mai-iunie 1923. p.439
- Adevărul literar și artistic, 5, nr. 177, 27 aprilie 1924, p.2
- Adevărul literar și artistic, 10, nr. 549, 14 iunie 1931, p.5
- Adevărul literar și artistic, 10, nr. 565, 4 octombrie 1931, p.1
- Adevărul literar și artistic, 11, nr. 594, 24 aprilie 1932, p.8
- Cuget literar, nr. 524, 29 martie 1947, p.2

## Despre Panait Cerna
- Licea Ioan: Poetul P. Cerna: cercetare critică, Cernăuți, 1926
- Camilucci Marcello: La vita e l᾽opera de Panait Cerna, Roma, 1935
- Dumitrescu George: Poezia lui Cerna, București, 1939
- Munteanu Aurel: Panait Cerna: viața și opera, Tulcea, Comitetul Județean de Cultură și Educație Socialistă, 1974
- Panait Cerna. 120 de ani de la naștere (1881-2001). Ediție îngrijită de Olimpiu Vladimirov. Constanța, Ex Ponto, 2001
- Panait Cerna. 125 de ani de la naștere (1881-2006). Ediție îngrijită de Olimpiu Vladimirov. Constanța, Ex Ponto, 2006
- Cerna Dumitru: Panait Cerna: viața și opera, Cluj-Napoca, Casa Cărții de Știință, 2009
- Cerna Dumitru: Panait Cerna, scepticul luminos, Cluj-Napoca, Casa Cărții de Știință, 2009
- Cerna Dumitru: Panait Cerna: viața și opera, Cluj-Napoca, Casa Cărții de Știință, 2010, ediția a II-a
- Milian Mihai: Panait Cerna în documente, Tulcea, Karograf, 2010

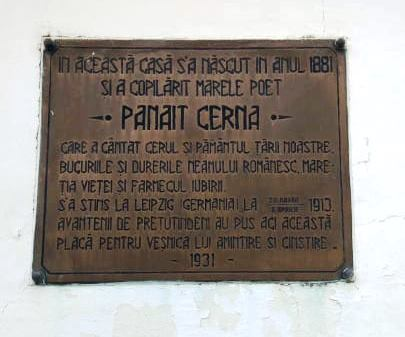
Placheta de pe frontispiciul casei memoriale

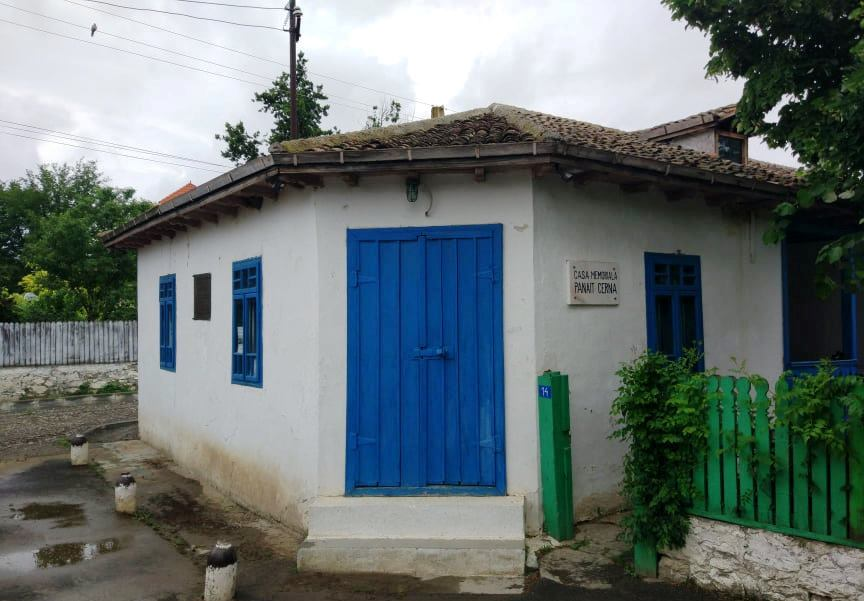
Casa memorială ”Panait Cerna” din localitatea Cerna, județul Tulcea

- Milian Mihai: Panait Cerna. Pagini alese, Tulcea, Karograf, 2013
- Milian Mihai: Panait Cerna. Scrieri: poezii, Tulcea, Karograf, 2014
- Milian Mihai: Panait Cerna. Scrieri: studii de artă poetică, Tulcea, Karograf, 2014

## Galerie foto

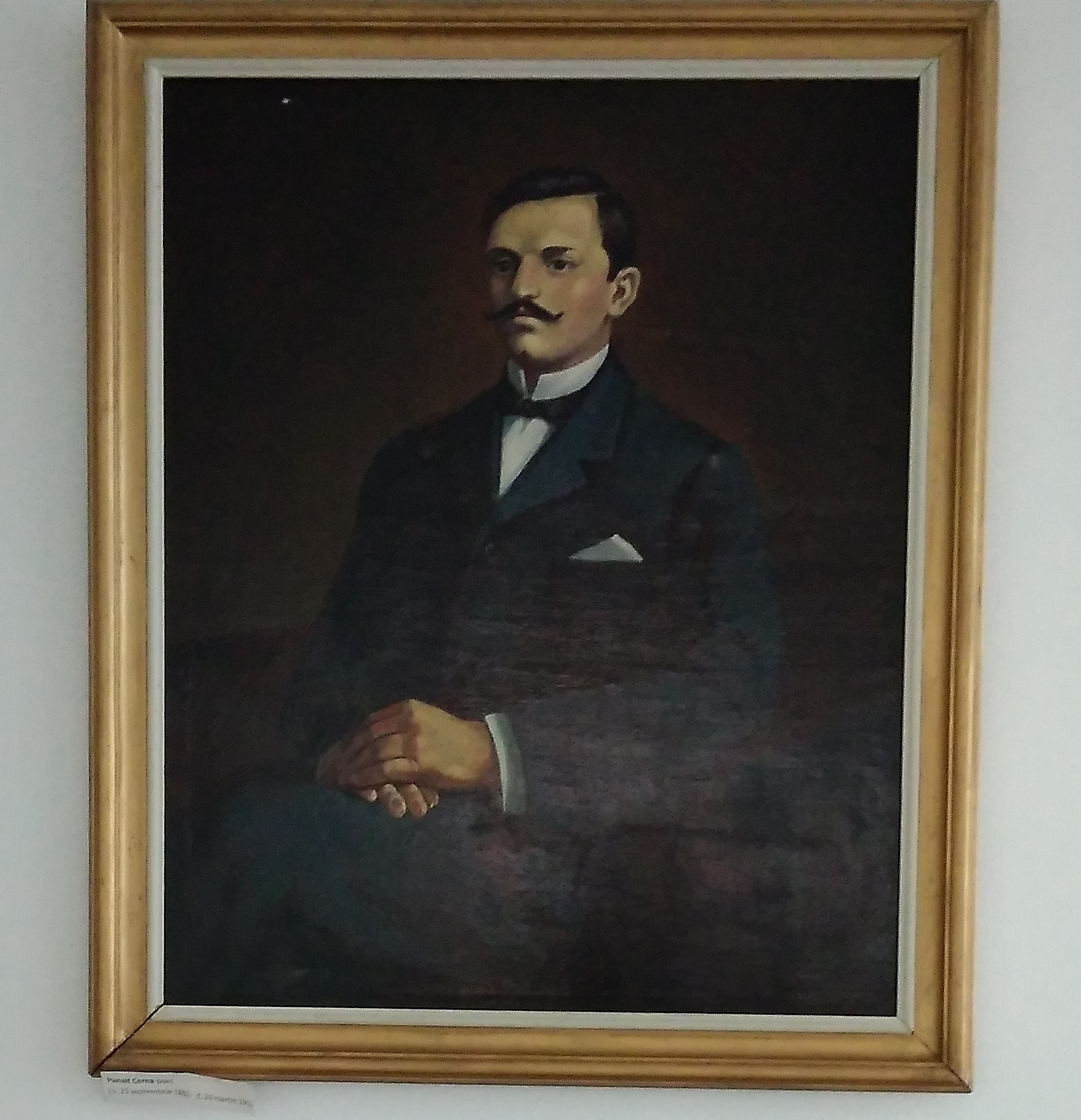
Portretul lui Panait Cerna aflat la Biblioteca Județeană ”Panait Cerna” Tulcea
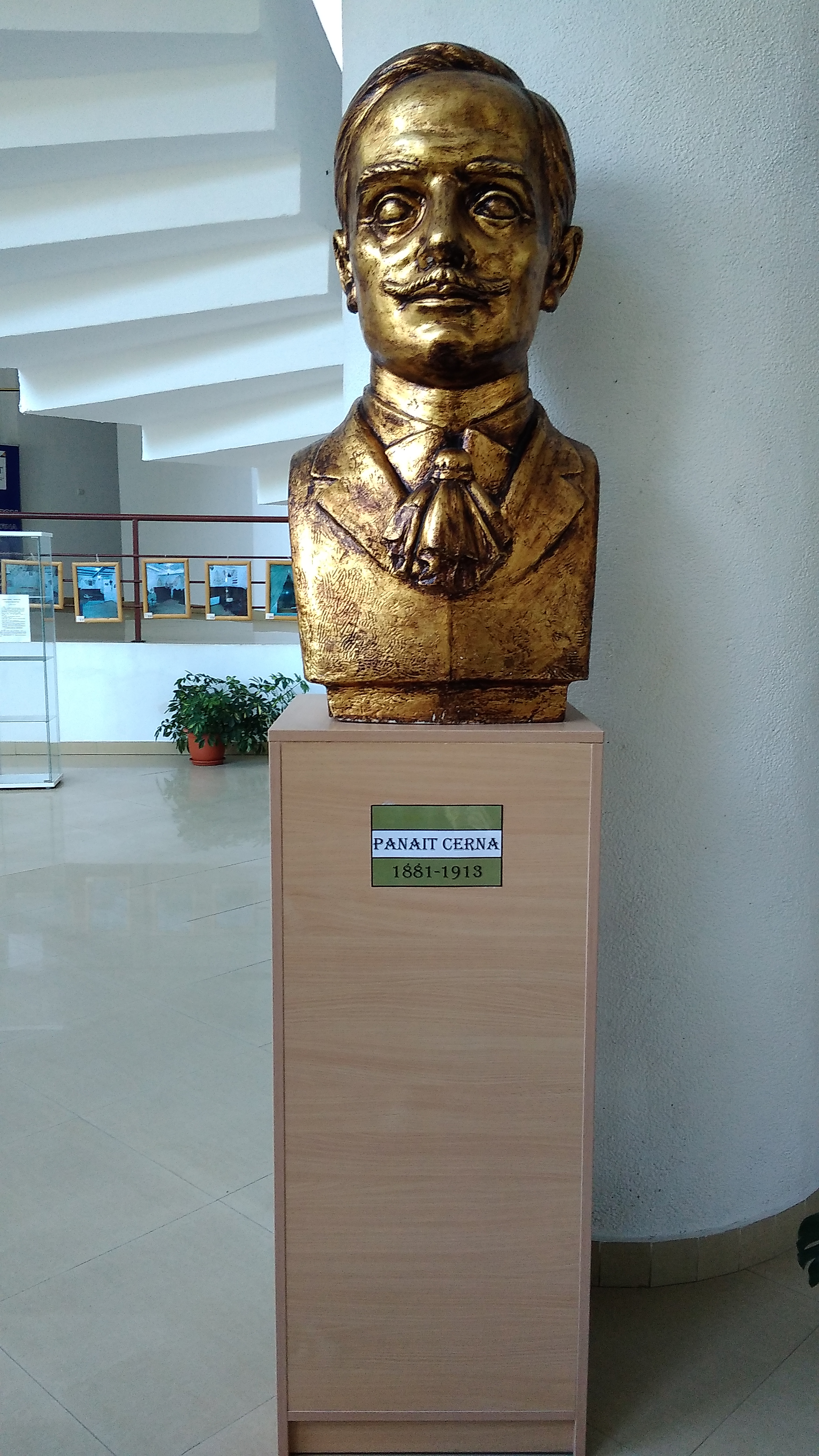
Bustul poetului aflat în foaierul Bibliotecii Județene Tulcea
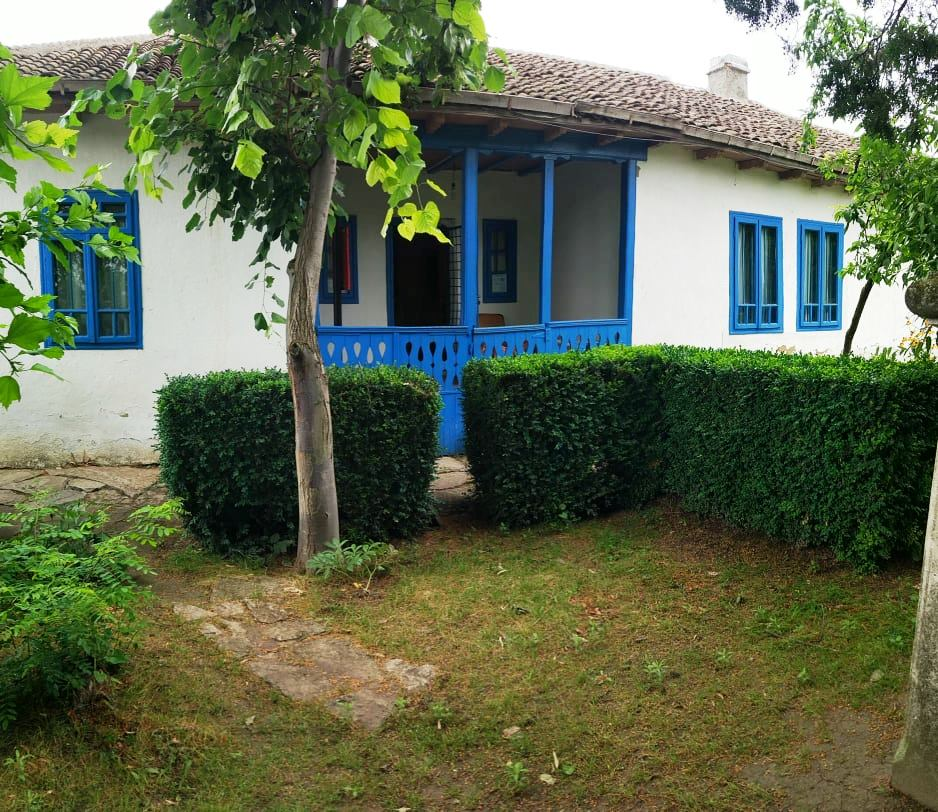
Casa Memorială - curtea interioară